# Aldo du Plessis
Aldo du Plessis, né le 12 avril 2010 au Mesnil-Mauger (Calvados), est un étalon bai du stud-book Selle français, monté en saut d'obstacles par Alexis Deroubaix. Ce fils d'Orient Express est entré à la reproduction en 2015.

## Histoire
Il naît le 12 avril 2010 à l'élevage d'André et Annick Chenu, le Haras du Plessis Massey au Mesnil-Mauger, dans le département du Calvados et la région Normandie,. Le haras du Plessis garde à cette époque le jeune étalon champion Orient Express. Il l'a croisé avec sa jument Flora du Plessis II pour harmoniser la taille du poulain.
À quatre ans, Aldo du Plessis effectue tous ses parcours du cycle classique sans faute, ce qui lui vaut une mention « Excellent ». L'année suivante, il termine 16 parcours sans faute sur 21. Monté par Alexis Deroubaix depuis la fin de son année de 5 ans, en 2016, il est finaliste du cycle classique à Fontainebleau, avec 20 parcours sans fautes et une mention « Élite ».
Aldo du Plessis est toujours la propriété de son éleveur, ce dernier annonçant ne pas vouloir le vendre.

## Description
Aldo du Plessis est un étalon de robe baie, inscrit au stud-book du Selle français. Il toise 1,72 m. Plus imposant de modèle que son père, il est parfois décrit comme « trop lourd ». Il est réputé pour l'inclinaison parfaite de son épaule, ainsi que son passage de sangle. Son éleveur le décrit comme un étalon brave et courageux, avec de gros moyens.

## Palmarès
- 2014 : 8e du championnat de France des chevaux d'obstacle de 4 ans[3]
- 2015 : 3e du salon des étalons de sport de Saint-Lô[3]
- 2016 : Vainqueur de l'épreuve à 1,30 m du CSI1* de Mantes-la-Jolie[3]
- 2017 : Vainqueur de l'épreuve à 1,30 m du CSI de Béthune[3]
- 2018 : 4e du Grand Prix  du CSI2* du Mans, à 1,45 m[3]

## Origines
Aldo du Plessis est l'un des rares fils de l'étalon Selle français Orient Express, avec la jument Flore du Plessis II, par Palestro II. Sa mère, avec un ISO de 159, provient d'une très bonne souche, la jument Bourrée ayant donné de nombreux bons chevaux d'obstacle. C'est un Selle français originel, ce qui signifie qu'elle ne compte pas de croisements étrangers dans son pedigree. Il a 39 % d'ancêtres Pur-sang, pour 38 %, d'ancêtres Selle français, demi-sang et Anglo-normands.

## Descendance
Aldo du Plessis est disponible à la reproduction dans le stud-book du Selle français depuis la saison 2015.